# غردينية عصارية
غردينية عصارية (الاسم العلمي:Gardenia succosa) هي نوع من النباتات يتبع جنس غردينية من الفصيلة الفوية.